# Grabovac (Prokuplje)
Pour les articles homonymes, voir Grabovac.
Grabovac (en serbe cyrillique : Грабовац) est un village de Serbie situé dans la municipalité de Prokuplje, district de Toplica. Au recensement de 2011, il comptait 8 habitants.

## Démographie
| 1948 | 1953 | 1961 | 1971 | 1981 | 1991 | 2002 | 2011 |
| ---- | ---- | ---- | ---- | ---- | ---- | ---- | ---- |
| 179  | 165  | 119  | 75   | 62   | 34   | 14   | 8    |

|  |